# 잠자리에 들 시간
"잠자리에 들 시간"은 1990년에 개봉한 대한민국의 영화이다.

## 캐스팅
- 정승호 : 덕칠 역
- 전세영 : 소영 역
- 김애경 : 서산댁 역
- 오경아 : 마님 역
- 국정환 : 공장장 역
- 민복기 : 귀부인 1 역
- 서창숙 : 귀부인 2 역
- 조혜수 : 부인 1 역
- 최인숙 : 부인 2 역
- 이경희 : 여인 역
- 조주미 : 옥자 역
- 이환지 : 섭이 역
- 김의상 : 욱이 역
- 임용규 : 썬그라스 1 역
- 길달호 : 썬그라스 2 역
- 김승환 : 썬그라스 3 역
- 최재호 : 나이 역
- 박춘하 : 씨에프감독 역
- 김지영 : 의상실주인 역
- 정현숙 : 여공 역
- 도나 카라바지오 : 외국여인 역
- 이재은 : 어린소영 역
- 박정우 : 어린덕칠 역